# 4-Chlorpyridin
4-Chlorpyridin ist eine organische Verbindung, die zu den Heterocyclen (genauer: Heteroaromaten) zählt. Sie besteht aus einem Pyridinring, der in 4-Position mit Chlor substituiert ist. Die Verbindung ist isomer zu 2-Chlorpyridin und 3-Chlorpyridin.

## Darstellung
Zur Herstellung von 4-Chlorpyridin kann Pyridin-N-oxid mit Thionylchlorid umgesetzt werden.
Auch die Reaktion von 4-Thiopyridon, welches durch Umsetzung von 4-Pyridon mit Phosphorpentasulfid zugänglich ist, mit Chlor führt zu 4-Chlorpyridin.
Die direkte Chlorierung von Pyridin-N-Oxid mit Phosphorylchlorid liefert 2-Chlorpyridin als Haupt- und 4-Chlorpyridin als Nebenprodukt.

## Verwendung
4-Chlorpyridin kann in einer metallvermittelten Katalyse mit Pyridin zur Synthese von 4,4′-Bipyridin verwendet werden. Dieses stellt wiederum einen chemischen Grundstoff, beispielsweise zur Herstellung des Herbizids Paraquat, dar.
Zur Synthese des isomeren 3,4′-Bipyridins kann 4-Chlorpyridin in einer Suzuki-Kupplung mit einem 3-pyridylsubstituiertem Boronsäureester umgesetzt werden.